# Lemmings 2: The Tribes
Lemmings 2: The Tribes est un jeu vidéo de réflexion développé par DMA Design et édité par Psygnosis en 1993.
Le jeu fait partie de la série Lemmings.

## Système de jeu
Le principe du jeu reste inchangé par rapport à Lemmings : le joueur doit guider des lemmings - petites créatures humanoïdes - d'un bout à l'autre de niveaux à la difficulté croissante. Pour qu'ils puissent survivre aux difficultés du parcours (cul-de-sac, ravin, pièges...), le joueur doit leur attribuer des aptitudes : creuser, construire un escalier, utiliser un parachute, etc. Il existe un ensemble de niveaux d'entrainements permettant de se familiariser avec les nombreuses aptitudes.
La principale nouveauté Lemmings 2: The Tribes réside dans le nombre plus important d'aptitudes proposées : 60 contre seulement 8 dans le premier opus. Les aptitudes restent disponibles en quantité limitée, ce qui oblige le joueur à les utiliser à bon escient. Par ailleurs, cet épisode propose douze tribus de lemmings différentes :  Classique, Cirque, Caverne, Ombre, Espace, Extérieur, Plage, Sports, Égypte, Écosse (Highland), Polaire et Médiéval. Elles se caractérisent par leur apparence, par le thème des décors traversés, ainsi que par les musiques. Chaque tribu totalise dix niveaux (le jeu comprend donc 120 niveaux). Le premier niveau est toujours composé de 40 lemmings et le joueur commence le niveau suivant avec le nombre de lemmings qu'il est parvenu à sauver dans le précédent. Comme un nombre donné de lemmings est obligatoire pour gagner un niveau, le joueur est souvent amener à retenter avec plus d'efficacité les niveaux précédents. Au terme de chaque niveau, le joueur est récompensé par une médaille d'or, d'argent ou de bronze en fonction du nombre de lemmings sauvés.
Enfin, en terminant les dix niveaux, le joueur remporte un fragment de talisman.